# NJPW STRONG Women's Championship
El STRONG Women's Championship (Campeonato Femenino STRONG, en español) es un campeonato femenino de lucha libre profesional, perteneciente a New Japan Pro-Wrestling (NJPW). El título fue establecido el 28 de abril de 2023, siendo exclusivo de la marca estadounidense de NJPW, NJPW Strong, del cual deriva su nombre. La campeona actual es AZM, quien se encuentra en su primer reinado.

## Historia
En 2022, New Japan Pro-Wrestling estableció una división femenina. El 29 de julio de ese año, la promoción creó el Campeonato Femenino de la IWGP, el primer título femenino en la historia de la empresa, que fue ostentado por primera vez por Kairi. El campeonato fue creado para ser el título principal de la división femenina de NJPW y estaba destinado a ser defendido en eventos de NJPW en Japón y en eventos producidos por la compañía hermana japonesa de NJPW, World Wonder Ring Stardom (Stardom), una promoción de joshi puroresu.
El 27 de abril de 2023, NJPW anunció la creación del Campeonato Femenino STRONG, el principal campeonato femenino de la filial estadounidense de la promoción, NJPW Strong. La promoción anunció además un torneo de eliminación directa de cuatro luchadoras para determinar a la campeona inaugural, que se llevaria a cabo en el evento Resurgence el 21 de mayo en Long Beach, California. En el torneo participaron representantes de las empresas socios de NJPW, All Elite Wrestling (AEW), Consejo Mundial de Lucha Libre (CMLL) y Stardom. Las participantes en el torneo fueron la excampeona Femenina de la IWGP Mercedes Moné (NJPW), Momo Kohgo (Stardom), Stephanie Vaquer (CMLL) y Willow Nightingale (AEW).

### Torneo por el título
|  | Semifinales Resurgence (21 de mayo) | Semifinales Resurgence (21 de mayo) | Semifinales Resurgence (21 de mayo) |                    |               | Final Resurgence (21 de mayo) | Final Resurgence (21 de mayo) | Final Resurgence (21 de mayo) |  |
|  |                                     |                                     |                                     |                    |               |                               |                               |                               |  |
|  |                                     |                                     |                                     |                    |               |                               |                               |                               |  |
|  | Mercedes Moné                       | Mercedes Moné                       | Pin                                 |                    |               |                               |                               |                               |  |
|  | Mercedes Moné                       | Mercedes Moné                       | Pin                                 |                    |               |                               |                               |                               |  |
|  | Stephanie Vaquer                    | Stephanie Vaquer                    | 11:55                               |                    |               |                               |                               |                               |  |
|  | Stephanie Vaquer                    | Stephanie Vaquer                    | 11:55                               |                    | Mercedes Moné | Mercedes Moné                 | 13:34                         |                               |  |
|  |                                     |                                     |                                     |                    | Mercedes Moné | Mercedes Moné                 | 13:34                         |                               |  |
|  |                                     |                                     | Willow Nightingale                  | Willow Nightingale | Pin           |                               |                               |                               |  |
|  | Momo Kohgo                          | Momo Kohgo                          | Willow Nightingale                  | Willow Nightingale | Pin           | Pin                           |                               |                               |  |
|  | Momo Kohgo                          | Momo Kohgo                          |                                     |                    |               | Pin                           |                               |                               |  |
|  | Willow Nightingale                  | Willow Nightingale                  | 9:37                                |                    |               |                               |                               |                               |  |
|  | Willow Nightingale                  | Willow Nightingale                  | 9:37                                |                    |               |                               |                               |                               |  |
|  |                                     |                                     |                                     |                    |               |                               |                               |                               |  |

## Campeonas

### Campeona actual
La campeona actual es AZM, quien se encuentra en su primer reinado. AZM ganó el título tras derrotar a la excampeona Mercedes Moné y Mina Shirakawa el 9 de mayo de 2025 en Resurgence.
AZM registra hasta el 4 de agosto de 2025 las siguientes defensas televisadas:
1. vs. Bozilla (24 de julio de 2025, Stardom Nighter In Korakuen)

### Lista de campeonas
| N.º | Campeona           | Lucha               | Lucha                              | Lucha                  | Estadísticas | Estadísticas | Estadísticas      | Notas y referencias                                                                     |
| N.º | Campeona           | Fecha               | Evento                             | Ubicación              | Reinado      | Días         | Defensas exitosas | Notas y referencias                                                                     |
| --- | ------------------ | ------------------- | ---------------------------------- | ---------------------- | ------------ | ------------ | ----------------- | --------------------------------------------------------------------------------------- |
| 1   | Willow Nightingale | 21 de mayo de 2023  | Resurgence                         | Long Beach, California | 1            | 45           | 2                 | Derrotó a Mercedes Moné en la final de un torneo.                                       |
| 2   | Giulia             | 5 de julio de 2023  | NJPW Strong: Independence Day      | Tokio, Japón           | 1            | 249          | 9                 | [ 5 ]                                                                                   |
| 3   | Stephanie Vaquer   | 10 de marzo de 2024 | Stardom Cinderella Tournament 2024 | Tokio, Japón           | 1            | 112          | 4                 | [ 6 ]                                                                                   |
| 4   | Mercedes Moné      | 30 de junio de 2024 | Forbidden Door                     | Elmont, Nueva York     | 1            | 313          | 4                 | El Campeonato TBS de AEW de Moné también estuvo en juego. Este es el reinado más largo. |
| 5   | AZM                | 9 de mayo de 2025   | Resurgence                         | Ontario, California    | 1            | 87+          | 1                 | Derrotó a Mercedes Moné y Mina Shirakawa.                                               |

### Total de días con el título
| + | Indica a la campeona actual |

| N.º | Campeona           | Reinados | Núm. defensas | Total de días |
| --- | ------------------ | -------- | ------------- | ------------- |
| 1   | Mercedes Moné      | 1        | 4             | 313           |
| 2   | Giulia             | 1        | 9             | 249           |
| 3   | Stephanie Vaquer   | 1        | 4             | 112           |
| 4   | AZM                | 1        | 1             | 87+           |
| 5   | Willow Nightingale | 1        | 2             | 45            |